# Allocosa sjostedti
Allocosa sjostedti este o specie de păianjeni din genul Allocosa, familia Lycosidae. A fost descrisă pentru prima dată de Roger de Lessert în anul 1926. Conform Catalogue of Life specia Allocosa sjostedti nu are subspecii cunoscute.